# 诺伊费尔德科格
诺伊费尔德科格（意为诺伊费尔德的圩田）是德国石勒苏益格－荷尔斯泰因州的一个市镇。总面积9.76平方公里，总人口138人，其中男性65人，女性73人（2011年12月31日），人口密度14人/平方公里。